# Хроники сумерек: 10 лет пути
«Хро́ники су́мерек: 10 ле́т пути́» — первый DVD группы «Эпидемия», запись которого проходила в Москве в ДК Горбунова 2 декабря 2005 года.
В DVD вошли бонусные материалы: неизданная композиция «Феникс» в акустическом исполнении, а также композиция «Прощай, мой дом» в акустическом исполнении, фрагменты репетиций и подготовки к концерту, поздравление фан-клуба и фотографии с концерта состав «Эпидемия».

## Список композиций
| №   | Название                                      | Текст песни | Музыка           | Длительность |
| --- | --------------------------------------------- | ----------- | ---------------- | ------------ |
| 1.  | «Врата времени» (инструментал)                | —           | Мелисов          | 1:20         |
| 2.  | «Звон монет»                                  | Мелисов     | Мелисов          | 4:49         |
| 3.  | «На краю времени»                             | Мелисов     | Мелисов          | 5:29         |
| 4.  | «Воля к жизни»                                | Мелисов     | Мелисов          | 6:47         |
| 5.  | «Жизнь в сумерках»                            | Мелисов     | Мелисов          | 4:20         |
| 6.  | «Я молился на тебя»                           | Мелисов     | Мелисов          | 4:48         |
| 7.  | «Гитарное соло» (инструментал)                | —           | Мелисов/Мамонтов | 5:29         |
| 8.  | «Снова быть с тобой»                          | Мелисов     | Мелисов          | 4:43         |
| 9.  | «Феанор»                                      | Мелисов     | Мелисов          | 9:29         |
| 10. | «Кольцо всевластия»                           | Мелисов     | Мелисов          | 6:39         |
| 11. | «Всадник из льда»                             | Мелисов     | Мелисов          | 5:13         |
| 12. | «Вернись»                                     | Мелисов     | Мелисов          | 4:46         |
| 13. | «Чёрный маг»                                  | Мелисов     | Мелисов          | 6:10         |
| 14. | «Барабанное соло» (инструментал)              | —           | Кривенков        | 3:53         |
| 15. | «Новый день»                                  | Мелисов     | Мелисов          | 4:43         |
| 16. | «Белый сокол»                                 | Мелисов     | Мелисов          | 7:07         |
| 17. | «Феникс» (акустическая версия, бонус)         | Мелисов     | Мелисов          | 2:59         |
| 18. | «Прощай мой дом» (акустическая версия, бонус) | Мелисов     | Мелисов          | 5:20         |

Бонусы:
- Фрагменты репетиций и подготовки к концерту
- Поздравление фан-клуба
- Фотографии с концерта Состав Эпидемия

## Состав

### Инструменталисты
- Максим Самосват — вокал
- Юрий Мелисов — гитара
- Илья Мамонтов — гитара
- Илья Князев — бас-гитара
- Дмитрий Иванов — клавишные
- Дмитрий Кривенков — барабаны

### Гости
- Окунев, Павел Андреевич — вокал (Воля К Жизни)
- Павел Бушуев — гитара (Кольцо Всевластия)
- Роман Валерьев — клавишные (Кольцо Всевластия)
- Григорий Стрелков — бэк-вокал

### Обслуживающий персонал
- FOH-звукорежиссёр — Дмитрий Борисенков, Пётр Чернов
- Мониторный звукорежиссёр — Кирилл Каратаев
- Художник по свету — Диментий Кочетков, Юрий Церков
- Звуковое и световое оборудование «Автограф»
- Световое оборудование — компания «Про Лайт Сервис»
- Транспорт — Владимир Жабский
- Сценические конструкции — компания «JSA»
- Запись звука — «Sonic Service», «Dreamport Studio»
- Сведение — Максим Самосват (студия «Dreamport Studio»)
- Мастеринг — Андрей Субботин «Saturday Mastering»
- Продюсер — Александр Прохорушкин
- Режиссёр — постановщик — Алексей Фетисов
- Режиссёры монтажа — Александр Прохорушкин, Юрий Мелисов
- Операторы — Дмитрий Демидов, Вячеслав Навалов, Рифат Салехетдинов, Сергей Куренинов, Андрей Харченко, Алексей Вознесенский, Сергей Сланов
- Главный Инженер — Вадим Колесников
- Операторский кран — Роман Жуков, Александр Чупрыгин, Егор Дробилин
- Ассистенты операторов — Алексей Сергеев, Максим Коротеев, Данил Чикиренда, Александр Шиповский, Алексей Колотвин
- Режиссёр монтажа — Алексей Иванцов
- Оператор монтажа — Александр Прохорушкин
- DVD Authoring — Юлий Сидакова
- Художник и оформитель — Алексей Плотников
- Фотограф — Нина Воронова
- Видеопроизводство и монтаж — Творческое объединение «t studio»
- Организация концерта и съёмочного процесса — Андрей Матвеев, Илья Князев, Александра Журавлёва, Александр Ларин